# Timo Ochs
Pour les articles homonymes, voir Ochs.
Timo Ochs est un footballeur allemand, né le 17 octobre 1981 à Göttingen, Allemagne, évoluant au poste de gardien de but.

## Carrière

### Clubs
- 1999-2003 :  Hanovre 96
- 2003-2004 :  VfL Osnabrück
- 2004-2006 :  TSV Munich 1860
- 2006-2009 :  Red Bull Salzbourg
- 2009-2010 :  Hertha Berlin
- Déc. 2010-2011 :  Nuremberg
- 2011-.... :  TSV Munich 1860

## Palmarès
- Red Bull Salzbourg
  - Vainqueur du Championnat d'Autriche en 2007 et 2009.